# 문명학
문명학(생년 미상 ~ )은 조선민주주의인민공화국의 정치인이다. 내각 석탄공업상 겸 조선로동당 중앙위원회 정치국 후보위원이다. 최고인민회의 제13기 대의원이다.

## 이력
1999년 	2.8직동청년탄광 지배인을 거쳐 2003년 8월부터 2014년 4월까지 예산위원회 위원으로 있었으며, 2014년까지 	순천지구청년탄광연합기업소 지배인을 지냈다. 2014년 1월 내각 석탄공업상에 임명되었다. 2016년 5월 조선로동당 제7차 대회에서 조선로동당 중앙위원회 후보위원으로 선출되었다.

## 최고인민회의 대의원
2003년 8월 최고인민회의 제11기 대의원과 2009년 4월 제12기 대의원, 2014년 3월 제13기 대의원에 선출되었다.